# Devilish Impressions
Devilish Impressions – polska grupa założona w 2000 roku w Opolu z inicjatywy gitarzysty i wokalisty Quazarre, keyboardzistki Turquoissa oraz gitarzysty Starash. Grupa wykonuje muzykę z pogranicza black, death i metalu awangardowego. Powstała W swej twórczości zespół poruszył takie zagadnienia jak śmierć, antychrześcijaństwo czy apokalipsa.

## Historia

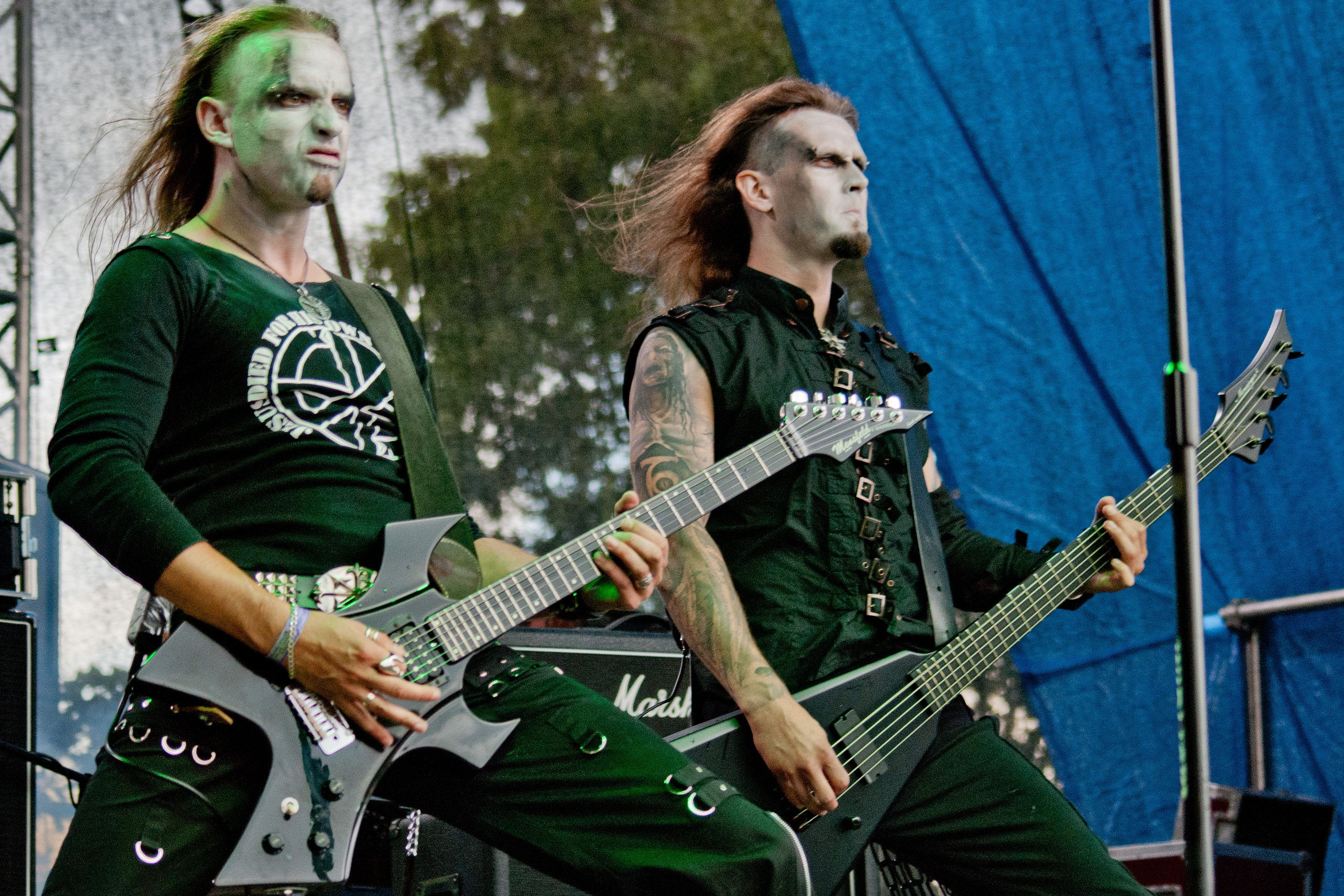
Devilish Impressions podczas koncertu na festiwalu Castle Party 29 lipca 2012 roku

Zespół powstał w 2000 roku w Opolu z inicjatywy gitarzysty i wokalisty Quazarre, keyboardzistki Turquoissa oraz gitarzysty Starash. W 2002 wydał debiutanckie demo zatytułowane Eritis sicut Deus. W 2005 roku w białostockim Hertz Studio rozpoczął prace nad debiutanckim albumem. Nagrania odbyły się we współpracy z producentem Arkadiuszem Malczewskim oraz braćmi Sławomirem i Wojciechem Wiesławskimi. Ponadto w nagraniach wzięli udział członkowie Luna Ad Noctum: basista Adrian Nefarious i perkusista Dragor. Płyta pt. Plurima Mortis Imago ukazała się pod koniec września 2006 roku nakładem Conquer Records. W ramach promocji do utworu SataniChaoSymphony został zrealizowany teledysk.
Wkrótce potem basista Adrian Nefarious i perkusista Dragor odeszli z zespołu. Zastąpili ich gitarzysta Armers oraz perkusista Icanraz występujący także m.in. w Hermh i Christ Agony. Stanowisko basisty objął natomiast Starash. W nowym składzie grupa odbyła trasę koncertową „Ageless Void Tour 2006” wraz z Aeternus, Darkshine oraz Arum. W 2007 Starash odszedł z zespołu, a zastąpił go Cultus. Następnie zespół wystąpił w Europie Wschodniej w ramach trasy „Sword In The East Tour 2007”, podczas której poprzedzał koncert szwedzkiego zespołu Marduk. Na przestrzeni maja i lipca 2007 roku w olsztyńskim Studio X zespół zarejestrował drugi album zatytułowany Diabolicanos - Act III: Armageddon. Gościnnie na płycie wystąpił lider Christ Agony - Cezary Augustynowicz i Szymon Czech członek Nyia. Ukończone nagrania zostały zmasterowane przez Andy’ego Classena w Stage One Studio w Niemczech. W grudniu jako headliner zespół odbył trasę koncertową po Ukrainie i Mołdawii. Natomiast nowy album ukazał się w styczniu 2008 roku. W lutym także w 2008 roku zespół odbył europejską trasę koncertową poprzedzając występy Behemoth.
W 2010 roku funkcję basisty objął Vraath. W odnowionym składzie formacja rozpoczęła prace nad kolejnym albumem studyjnym pt. Simulacra. Materiał został zarejestrowany w Strobo Studio, Studio X oraz Hertz Studio we współpracy z braćmi Wojciechem i Sławomirem Wiesławskimi w roli współproducentów. W realizacji nagrań wzięli także udział: Wojciech „Flumen” Kostrzewa związany z grupą Asgaard, Piotr „Lestath” Leszczyński, Tomasz „Orion” Wróblewski z zespołu Vesania oraz lider Lost Soul - Jacek Grecki. Premiera trzeciej płyty formacji miała miejsce 21 marca 2012.

## Skład

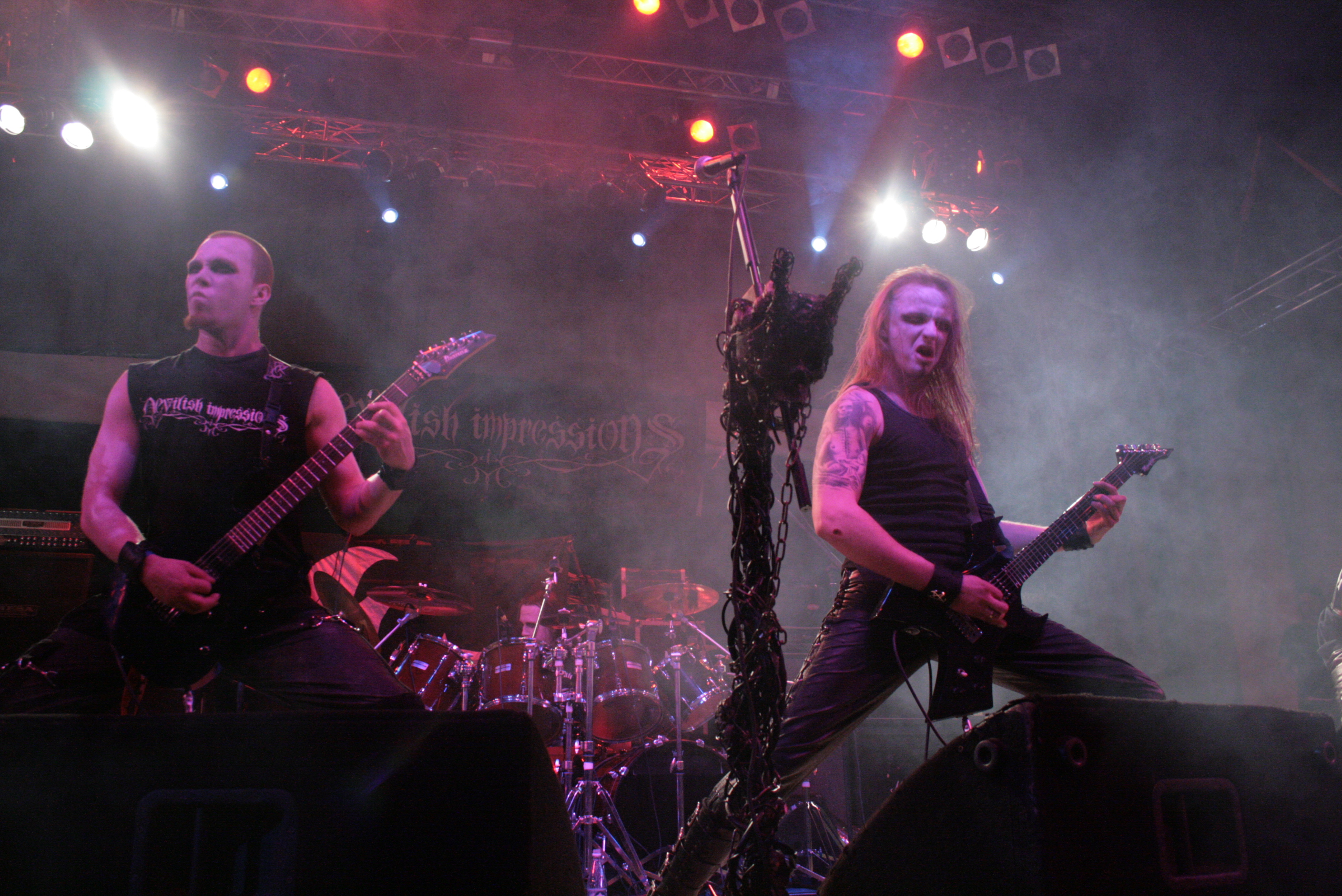
Devilish Impressions podczas koncertu 29 lutego 2008 roku

- Przemysław „Quazarre” Olbryt - wokal prowadzący, gitara (od 2000)
- Jakub "Isemal" Bogatko - gitara (od 2018)
- Adam "Avernatvs" Niekrasz - perkusja (od 2018)
- Ben Pakarinen - gitara basowa, wokal wspierający (od 2016)
- Starash - gitara, gitara basowa (2000-2007)
- Adrian Nefarious - gitara basowa
- Dragor - perkusja
- Turqouissa - instrumenty klawiszowe (2000-2010)
- Cultus - gitara basowa
- Kamil „Armers” Jakubowski - gitara (2007-2012)
- Marcin „Vraath” Majewski - gitara basowa (2010-2016)
- Łukasz „Icanraz” Sarnacki - perkusja (2007-2018)

### Muzycy koncertowi
- Igor „I-gore” Purwin - gitara (od 2014)
- Jakub „Cloud"Chmura - perkusja (2007)
- Ilya „Exile” Stepanov - gitara (2012)
- Dominik „Domin” Prykiel - gitara (2013)

## Dyskografia
- Eritis Sicut Deus (2002, demo, wydanie własne)
- Plurima Mortis Imago (2006, Conquer Records)
- Diabolicanos - Act III: Armageddon (2008, Conquer Records)
- Simulacra (2012, Icaros Records)[9]
- Adventvs (EP, 2015, Hammerheart Records)
- The I (2017, Lifeforce Records)